# Prefektura Pella
Pella je jedna od grčkih prefektura, dio periferije Središnja Makedonija.

## Općine i zajednice
| Općina             | YPES kod | Sjedište (ako je različito) | Poštanski broj | Pozivni broj | Broj |
| ------------------ | -------- | --------------------------- | -------------- | ------------ | ---- |
| Alexandros o Megas | 4108     | Galatades                   | 583 00         | 23820-43     | 8    |
| Aridaia            | 4101     |                             | 584 00         | 23840-2      | 2    |
| Edessa             | 4104     |                             | 582 00         | 23810-2      | 1    |
| Exaplatanos        | 4105     |                             | 580 04         | 23840-4      | 5    |
| Giannitsa          | 4103     |                             | 581 00         | 23820-2      | 4    |
| Krya Vrysi         | 4106     |                             | 583 00         | 23820-6      | 6    |
| Kyrros             | 4107     | Mylopotos                   | 581 00         | 23820-51     | 7    |
| Meniida            | 4109     | Kali                        | 585 00         | 23810-41     | 9    |
| Pela               | 4110     |                             | 580 05         | 23820-3      | 10   |
| Skydra             | 4111     |                             | 585 00         | 23810-8      | 11   |
| Vegoritida         | 4102     | Arnissa                     | 580 02         | 23810-31     | 3    |

## Pokrajine
- Pokrajina Almopia - Aridaia
- Pokrajina Edessa
- Pokrajina Giannitsa

Napomena: Pokrajine nemaju više nikakav pravni značaj u Grčkoj.